# Hunselse Langven
De Hunselse Langven of Kleine Renne is een beek in de Belgische gemeente Kinrooi en de Nederlandse gemeente Leudal en ligt in het stroomgebied van de Maas.

## Ligging
De beek begint ten oosten Molenbeersel als zijtak van de Lossing even voordat de Grote Renne in de Lossing uitmondt. De beek stroomt in noordoostelijke richting en passeert daarbij het gehucht Beker, waarna het gedurende 600 meter de landsgrens vormt tussen België en Nederland. De beek vervolgt in noordoostelijke richting en stroomt langs de dorpen Haler en Hunsel om ten oosten van Hunsel uit te monden in de Uffelse Beek.
Ten noordwesten van Hunsel stroomde de beek langs de verdwenen boerenschans.